# 1189 Terentia
1189 Terentia är en asteroid i huvudbältet som upptäcktes den 17 september 1930 av den ryske astronomen Grigorij N. Neujmin vid Simeiz-observatoriet på Krim. Asteroidens preliminära beteckning var 1930 SG. Asteroiden fick sedan namn efter Mrs. Lidiya I. Terenteva, som var medarbetare vid observatoriet fram till sin död 1933.
Den tillhör och har givit namn åt asteroidgruppen Terentia.
Terentias senaste periheliepassage skedde den 31 mars 2021. Dess rotationstid har beräknats till 19,31 timmar.